# 1932 في فنزويلا
فيما يلي قوائم الأحداث التي وقعت خلال عام 1932 في فنزويلا.

## رياضة
- 1 يناير – الدوري الفنزويلي الممتاز 1932 الفائز Unión S.C. [الإنجليزية]‏.

## مواليد

### يناير
- 21 يناير – لويس ألبرتو ماتشادو محامي فنزويلي.

### مارس
- 11 مارس – دوغلاس برافو سياسي فنزويلي.

## وفيات

### يوليو
- 25 يوليو – فيديريكو براندت (مواليد 1878) فنان فنزويلي.[1]

### ديسمبر
- 15 ديسمبر – ريكاردو زولواغا (مواليد 1867) رجل أعمال فنزويلي.